# Oleksandr Šovkovs'kyj
Oleksandr Volodymyrovyč Šovkovs'kyj (in ucraino Олександр Володимирович Шовковський?; Kiev, 2 gennaio 1975) è un allenatore di calcio ed ex calciatore ucraino, di ruolo portiere, tecnico della Dinamo Kiev.
Leggenda della Dinamo Kiev, è il primatista di presenze con il club in assoluto (637) nonché il primatista di presenze del club nelle competizioni UEFA per club (143). Con la squadra ucraina, ha vinto in totale 30 titoli nazionali.

## Caratteristiche tecniche
Era un portiere poco spettacolare ma molto efficace, abile nelle uscite alte e reattivo nell'opporsi ai tiri rasoterra.

## Carriera

### Club
Cresciuto nelle giovanili della Dinamo Kiev ha debuttato in prima squadra nel 1993 e da allora ha sempre difeso la porta della formazione di Kiev da titolare, tranne in alcuni periodi in cui era infortunato, indossando anche la fascia da capitano.
Nell'estate del 2011 ha giocato la sua 100ª partita (compresi i preliminari) in Champions League contro il Rubin Kazan e da allora ha collezionato complessivamente 143 presenze nelle coppe europee.
Il 27 novembre 2014 nella gara di Europa League contro il Rio Ave raggiunge le 582 presenze con la maglia della squadra di Kiev superando Oleg Blokhin fermo a 581 e diventando il giocatore con più presenze nella storia della Dinamo Kiev.
Il 13 dicembre 2016 ha annunciato il suo ritiro dal calcio giocato.

### Nazionale
Portiere titolare della nazionale ucraina fin dal 1994, alla prima partecipazione della nazionale ad un Mondiale di calcio, quello di Germania 2006, si è particolarmente distinto negli ottavi di finale contro la nazionale svizzera parando due rigori, garantendo così il passaggio della sua nazionale ai quarti di finale.
Dopo aver saltato Euro 2012 in seguito ad un infortunio alla spalla, il 4 settembre 2012 decise di lasciare la nazionale dopo averla rappresentata ben 92 volte nel corso di 18 anni di carriera e piazzandosi al terzo posto dei giocatori con più presenze (primo tra i portieri) al momento del ritiro.
Nell'ottobre 2020, a causa del COVID-19 che colpisce i tre portieri della nazionale Pjatov, Lunin e Pan'kiv, Šovkovs'kyj (preparatore della nazionale ucraina) viene convocato come portiere di riserva dal tecnico Andriy Shevchenko per la partita del 7 ottobre contro la Francia, a quattro anni dal ritiro dal calcio giocato.

### Allenatore
Il 4 settembre 2018 entra nello staff della nazionale Ucraina guidato da Andriy Shevchenko come assistente tecnico.
Il 4 novembre 2023, in seguito alla sconfitta in campionato per 1-0 contro lo Šachtar, Mircea Lucescu annuncia le dimissioni da allenatore della Dinamo Kiev e, facendo già parte dello staff tecnico, Šovkovs'kyj viene promosso allenatore ad interim. A dicembre, in seguito agli ottimi risultati conseguiti, Šovkovs'kyj viene confermato in qualità di primo allenatore della squadra.

## Statistiche

### Presenze e reti nei club
| Stagione        | Squadra         | Campionato      | Campionato | Campionato | Coppe nazionali | Coppe nazionali | Coppe nazionali | Coppe continentali | Coppe continentali | Coppe continentali | Altre coppe | Altre coppe | Altre coppe | Totale | Totale |
| Stagione        | Squadra         | Comp            | Pres       | Reti       | Comp            | Pres            | Reti            | Comp               | Pres               | Reti               | Comp        | Pres        | Reti        | Pres   | Reti   |
| --------------- | --------------- | --------------- | ---------- | ---------- | --------------- | --------------- | --------------- | ------------------ | ------------------ | ------------------ | ----------- | ----------- | ----------- | ------ | ------ |
| 1993-1994       | Dinamo Kiev     | VL              | 9          | -6         | KU              | 0               | 0               | -                  | -                  | -                  | -           | -           | -           | 9      | -6     |
| 1994-1995       | Dinamo Kiev     | VL              | 25         | -15        | KU              | 2               | -1              | UCL                | 8                  | -12                | -           | -           | -           | 35     | -28    |
| 1995-1996       | Dinamo Kiev     | VL              | 25         | -13        | KU              | 4               | 0               | UCL                | 3                  | -1                 | -           | -           | -           | 32     | -14    |
| 1996-1997       | Dinamo Kiev     | VL              | 24         | -14        | KU              | 2               | -1              | UCL+CU             | 1+2                | -4 + -2            | -           | -           | -           | 29     | -21    |
| 1997-1998       | Dinamo Kiev     | VL              | 26         | -13        | KU              | 7               | -4              | UCL                | 12                 | -14                | -           | -           | -           | 45     | -31    |
| 1998-1999       | Dinamo Kiev     | VL              | 24         | -14        | KU              | 6               | -4              | UCL                | 13                 | -13                | -           | -           | -           | 43     | -31    |
| 1999-2000       | Dinamo Kiev     | VL              | 15         | -10        | KU              | 1               | -1              | UCL                | 16                 | -19                | -           | -           | -           | 32     | -30    |
| 2000-2001       | Dinamo Kiev     | VL              | 19         | -9         | KU              | 0               | 0               | UCL                | 6                  | -8                 | -           | -           | -           | 25     | -17    |
| 2001-2002       | Dinamo Kiev     | VL              | 6          | -2         | KU              | 2               | -3              | UCL                | 0                  | 0                  | -           | -           | -           | 8      | -5     |
| 2002-2003       | Dinamo Kiev     | VL              | 15         | -13        | KU              | 5               | 0               | UCL+CU             | 1+1                | -2 + -0            | -           | -           | -           | 22     | -5     |
| 2003-2004       | Dinamo Kiev     | VL              | 19         | -15        | KU              | 3               | 0               | UCL                | 8                  | -9                 | -           | -           | -           | 30     | -24    |
| 2004-2005       | Dinamo Kiev     | VL              | 23         | -9         | KU              | 3               | -1              | UCL+CU             | 8+2                | -10 + -2           | SU          | 1           | -1          | 37     | -23    |
| 2005-2006       | Dinamo Kiev     | VL              | 24         | -17        | KU              | 3               | 0               | UCL                | 2                  | -3                 | SU          | 1           | -1          | 30     | -21    |
| 2006-2007       | Dinamo Kiev     | VL              | 24         | -19        | KU              | 5               | -5              | UCL                | 8                  | -16                | SU          | 1           | 0           | 38     | -40    |
| 2007-2008       | Dinamo Kiev     | VL              | 22         | -21        | KU              | 4               | -3              | UCL                | 6                  | -12                | SU          | 0           | 0           | 32     | -36    |
| 2008-2009       | Dinamo Kiev     | PL              | 10         | -9         | KU              | 2               | 0               | UCL+CU             | 2+0                | -2                 | SU          | 1           | -1          | 15     | -12    |
| 2009-2010       | Dinamo Kiev     | PL              | 24         | -13        | KU              | 1               | 0               | UCL                | 4                  | -5                 | SU          | 1           | 0           | 30     | -18    |
| 2010-2011       | Dinamo Kiev     | PL              | 10         | -6         | KU              | 2               | -2              | UCL+UEL            | 0+8                | -4                 | -           | -           | -           | 20     | -12    |
| 2011-2012       | Dinamo Kiev     | PL              | 24         | -10        | KU              | 1               | -3              | UCL+UEL            | 2+7                | -4 + -5            | SU          | 1           | -1          | 35     | -23    |
| 2012-2013       | Dinamo Kiev     | PL              | 6          | -5         | KU              | 1               | -4              | UCL+UEL            | 2+0                | -3                 | -           | -           | -           | 9      | -12    |
| 2013-2014       | Dinamo Kiev     | PL              | 8          | -5         | KU              | 2               | -1              | UEL                | 5                  | -3                 | -           | -           | -           | 15     | -9     |
| 2014-2015       | Dinamo Kiev     | PL              | 18         | -9         | KU              | 2               | 0               | UEL                | 9                  | -10                | SU          | 1           | -2          | 30     | -21    |
| 2015-2016       | Dinamo Kiev     | PL              | 18         | -7         | KU              | 0               | 0               | UCL                | 7                  | -5                 | SU          | 1           | 0           | 26     | -12    |
| 2016-2017       | Dinamo Kiev     | PL              | 8          | -7         | KU              | 0               | 0               | UCL                | 1                  | -2                 | SU          | 1           | 0           | 10     | -9     |
| Totale carriera | Totale carriera | Totale carriera | 426        | -261       |                 | 58              | -33             |                    | 143                | -170               |             | 9           | -6          | 637    | -470   |

### Cronologia presenze e reti in nazionale
| Cronologia completa delle presenze e delle reti in nazionale ― Ucraina | Cronologia completa delle presenze e delle reti in nazionale ― Ucraina | Cronologia completa delle presenze e delle reti in nazionale ― Ucraina | Cronologia completa delle presenze e delle reti in nazionale ― Ucraina | Cronologia completa delle presenze e delle reti in nazionale ― Ucraina | Cronologia completa delle presenze e delle reti in nazionale ― Ucraina | Cronologia completa delle presenze e delle reti in nazionale ― Ucraina | Cronologia completa delle presenze e delle reti in nazionale ― Ucraina |
| Data                                                                   | Città                                                                  | In casa                                                                | Risultato                                                              | Ospiti                                                                 | Competizione                                                           | Reti                                                                   | Note                                                                   |
| ---------------------------------------------------------------------- | ---------------------------------------------------------------------- | ---------------------------------------------------------------------- | ---------------------------------------------------------------------- | ---------------------------------------------------------------------- | ---------------------------------------------------------------------- | ---------------------------------------------------------------------- | ---------------------------------------------------------------------- |
| 13-11-1994                                                             | Kiev                                                                   | Ucraina                                                                | 3 – 0                                                                  | Estonia                                                                | Qual. Euro 1996                                                        | -                                                                      | 80’                                                                    |
| 31-8-1996                                                              | Belfast                                                                | Irlanda del Nord                                                       | 0 – 1                                                                  | Ucraina                                                                | Qual. Mondiali 1998                                                    | -                                                                      |                                                                        |
| 23-3-1997                                                              | Kiev                                                                   | Ucraina                                                                | 1 – 0                                                                  | Moldavia                                                               | Amichevole                                                             | -                                                                      | 46’                                                                    |
| 2-4-1997                                                               | Kiev                                                                   | Ucraina                                                                | 2 – 1                                                                  | Irlanda del Nord                                                       | Qual. Mondiali 1998                                                    | -1                                                                     |                                                                        |
| 30-4-1997                                                              | Brema                                                                  | Germania                                                               | 2 – 0                                                                  | Ucraina                                                                | Qual. Mondiali 1998                                                    | -2                                                                     |                                                                        |
| 7-5-1997                                                               | Kiev                                                                   | Ucraina                                                                | 1 – 1                                                                  | Armenia                                                                | Qual. Mondiali 1998                                                    | -1                                                                     |                                                                        |
| 7-6-1997                                                               | Kiev                                                                   | Ucraina                                                                | 0 – 0                                                                  | Germania                                                               | Qual. Mondiali 1998                                                    | -                                                                      |                                                                        |
| 20-8-1997                                                              | Kiev                                                                   | Ucraina                                                                | 1 – 0                                                                  | Albania                                                                | Qual. Mondiali 1998                                                    | -                                                                      |                                                                        |
| 11-10-1997                                                             | Erevan                                                                 | Armenia                                                                | 0 – 2                                                                  | Ucraina                                                                | Qual. Mondiali 1998                                                    | -                                                                      |                                                                        |
| 29-10-1997                                                             | Zagabria                                                               | Croazia                                                                | 2 – 0                                                                  | Ucraina                                                                | Qual. Mondiali 1998                                                    | -2                                                                     |                                                                        |
| 15-11-1997                                                             | Kiev                                                                   | Ucraina                                                                | 1 – 1                                                                  | Croazia                                                                | Qual. Mondiali 1998                                                    | -1                                                                     |                                                                        |
| 15-7-1998                                                              | Kiev                                                                   | Ucraina                                                                | 1 – 2                                                                  | Polonia                                                                | Amichevole                                                             | -2                                                                     |                                                                        |
| 19-8-1998                                                              | Kiev                                                                   | Ucraina                                                                | 4 – 0                                                                  | Georgia                                                                | Amichevole                                                             | -                                                                      | 46’                                                                    |
| 5-9-1998                                                               | Kiev                                                                   | Ucraina                                                                | 3 – 2                                                                  | Russia                                                                 | Qual. Euro 2000                                                        | -2                                                                     |                                                                        |
| 10-10-1998                                                             | Andorra la Vella                                                       | Andorra                                                                | 0 – 2                                                                  | Ucraina                                                                | Qual. Euro 2000                                                        | -                                                                      |                                                                        |
| 14-10-1998                                                             | Kiev                                                                   | Ucraina                                                                | 2 – 0                                                                  | Armenia                                                                | Qual. Euro 2000                                                        | -                                                                      |                                                                        |
| 20-3-1999                                                              | Tbilisi                                                                | Georgia                                                                | 0 – 1                                                                  | Ucraina                                                                | Amichevole                                                             | -                                                                      | 46’                                                                    |
| 27-3-1999                                                              | Saint-Denis                                                            | Francia                                                                | 0 – 0                                                                  | Ucraina                                                                | Qual. Euro 2000                                                        | -                                                                      |                                                                        |
| 31-3-1999                                                              | Kiev                                                                   | Ucraina                                                                | 1 – 1                                                                  | Islanda                                                                | Qual. Euro 2000                                                        | -1                                                                     |                                                                        |
| 18-8-1999                                                              | Kiev                                                                   | Ucraina                                                                | 1 – 1                                                                  | Bulgaria                                                               | Amichevole                                                             | -                                                                      | 63’                                                                    |
| 4-9-1999                                                               | Kiev                                                                   | Ucraina                                                                | 0 – 0                                                                  | Francia                                                                | Qual. Euro 2000                                                        | -                                                                      |                                                                        |
| 8-9-1999                                                               | Reykjavík                                                              | Islanda                                                                | 0 – 1                                                                  | Ucraina                                                                | Qual. Euro 2000                                                        | -                                                                      |                                                                        |
| 9-10-1999                                                              | Mosca                                                                  | Russia                                                                 | 1 – 1                                                                  | Ucraina                                                                | Qual. Euro 2000                                                        | -1                                                                     |                                                                        |
| 13-11-1999                                                             | Lubiana                                                                | Slovenia                                                               | 2 – 1                                                                  | Ucraina                                                                | Qual. Euro 2000                                                        | -2                                                                     |                                                                        |
| 17-11-1999                                                             | Kiev                                                                   | Ucraina                                                                | 1 – 1                                                                  | Slovenia                                                               | Qual. Euro 2000                                                        | -1                                                                     |                                                                        |
| 26-4-2000                                                              | Sofia                                                                  | Bulgaria                                                               | 0 – 1                                                                  | Ucraina                                                                | Amichevole                                                             | -                                                                      |                                                                        |
| 7-10-2000                                                              | Erevan                                                                 | Armenia                                                                | 2 – 3                                                                  | Ucraina                                                                | Qual. Mondiali 2002                                                    | -2                                                                     |                                                                        |
| 11-10-2000                                                             | Oslo                                                                   | Norvegia                                                               | 0 – 1                                                                  | Ucraina                                                                | Qual. Mondiali 2002                                                    | -                                                                      |                                                                        |
| 14-2-2001                                                              | Tbilisi                                                                | Georgia                                                                | 0 – 0                                                                  | Ucraina                                                                | Amichevole                                                             | -                                                                      |                                                                        |
| 26-2-2001                                                              | Strovolos                                                              | Romania                                                                | 1 – 0 dts                                                              | Ucraina                                                                | Cyprus International Tournament 2001                                   | -                                                                      | 74’                                                                    |
| 24-3-2001                                                              | Kiev                                                                   | Ucraina                                                                | 0 – 0                                                                  | Bielorussia                                                            | Qual. Mondiali 2002                                                    | -                                                                      |                                                                        |
| 28-3-2001                                                              | Cardiff                                                                | Galles                                                                 | 1 – 1                                                                  | Ucraina                                                                | Qual. Mondiali 2002                                                    | -1                                                                     |                                                                        |
| 2-6-2001                                                               | Kiev                                                                   | Ucraina                                                                | 0 – 0                                                                  | Norvegia                                                               | Qual. Mondiali 2002                                                    | -                                                                      |                                                                        |
| 6-6-2001                                                               | Kiev                                                                   | Ucraina                                                                | 1 – 1                                                                  | Galles                                                                 | Qual. Mondiali 2002                                                    | -1                                                                     | 89’                                                                    |
| 17-4-2002                                                              | Kiev                                                                   | Ucraina                                                                | 2 – 1                                                                  | Georgia                                                                | Amichevole                                                             | -                                                                      | 52’                                                                    |
| 17-5-2002                                                              | Mosca                                                                  | Ucraina                                                                | 2 – 0                                                                  | Jugoslavia                                                             | Amichevole                                                             | -                                                                      |                                                                        |
| 19-5-2002                                                              | Mosca                                                                  | Ucraina                                                                | 0 – 2                                                                  | Bielorussia                                                            | Amichevole                                                             | -2                                                                     |                                                                        |
| 21-8-2002                                                              | Kiev                                                                   | Ucraina                                                                | 0 – 1                                                                  | Iran                                                                   | Amichevole                                                             | -1                                                                     |                                                                        |
| 12-2-2003                                                              | Smirne                                                                 | Turchia                                                                | 0 – 0                                                                  | Ucraina                                                                | Amichevole                                                             | -                                                                      | 46’                                                                    |
| 29-3-2003                                                              | Kiev                                                                   | Ucraina                                                                | 2 – 2                                                                  | Spagna                                                                 | Qual. Euro 2004                                                        | -2                                                                     |                                                                        |
| 2-4-2003                                                               | Kiev                                                                   | Ucraina                                                                | 1 – 0                                                                  | Lettonia                                                               | Amichevole                                                             | -                                                                      | 46’                                                                    |
| 11-6-2003                                                              | Atene                                                                  | Grecia                                                                 | 1 – 0                                                                  | Ucraina                                                                | Qual. Euro 2004                                                        | -1                                                                     |                                                                        |
| 20-8-2003                                                              | Donec'k                                                                | Ucraina                                                                | 0 – 2                                                                  | Romania                                                                | Amichevole                                                             | -2                                                                     |                                                                        |
| 6-9-2003                                                               | Donec'k                                                                | Ucraina                                                                | 0 – 0                                                                  | Irlanda del Nord                                                       | Qual. Euro 2004                                                        | -                                                                      |                                                                        |
| 10-9-2003                                                              | Elche                                                                  | Spagna                                                                 | 2 – 1                                                                  | Ucraina                                                                | Qual. Euro 2004                                                        | -2                                                                     |                                                                        |
| 11-10-2003                                                             | Kiev                                                                   | Ucraina                                                                | 0 – 0                                                                  | Macedonia                                                              | Amichevole                                                             | -                                                                      |                                                                        |
| 18-2-2004                                                              | Tripoli                                                                | Libia                                                                  | 1 – 1                                                                  | Ucraina                                                                | Amichevole                                                             | -1                                                                     |                                                                        |
| 31-3-2004                                                              | Skopje                                                                 | Macedonia                                                              | 1 – 0                                                                  | Ucraina                                                                | Amichevole                                                             | -1                                                                     |                                                                        |
| 28-4-2004                                                              | Kiev                                                                   | Ucraina                                                                | 1 – 1                                                                  | Slovacchia                                                             | Amichevole                                                             | -1                                                                     |                                                                        |
| 6-6-2004                                                               | Saint-Denis                                                            | Francia                                                                | 1 – 0                                                                  | Ucraina                                                                | Amichevole                                                             | -1                                                                     |                                                                        |
| 18-8-2004                                                              | Newcastle                                                              | Inghilterra                                                            | 3 – 0                                                                  | Ucraina                                                                | Amichevole                                                             | -3                                                                     |                                                                        |
| 4-9-2004                                                               | Copenaghen                                                             | Danimarca                                                              | 1 – 1                                                                  | Ucraina                                                                | Qual. Mondiali 2006                                                    | -1                                                                     |                                                                        |
| 8-9-2004                                                               | Almaty                                                                 | Kazakistan                                                             | 1 – 2                                                                  | Ucraina                                                                | Qual. Mondiali 2006                                                    | -1                                                                     |                                                                        |
| 9-10-2004                                                              | Kiev                                                                   | Ucraina                                                                | 1 – 1                                                                  | Grecia                                                                 | Qual. Mondiali 2006                                                    | -1                                                                     |                                                                        |
| 13-10-2004                                                             | Jaremče                                                                | Ucraina                                                                | 2 – 0                                                                  | Georgia                                                                | Qual. Mondiali 2006                                                    | -                                                                      | 80’                                                                    |
| 17-11-2004                                                             | Istanbul                                                               | Turchia                                                                | 0 – 3                                                                  | Ucraina                                                                | Qual. Mondiali 2006                                                    | -                                                                      |                                                                        |
| 9-2-2005                                                               | Tirana                                                                 | Albania                                                                | 0 – 2                                                                  | Ucraina                                                                | Qual. Mondiali 2006                                                    | -                                                                      |                                                                        |
| 30-3-2005                                                              | Kiev                                                                   | Ucraina                                                                | 1 – 0                                                                  | Danimarca                                                              | Qual. Mondiali 2006                                                    | -                                                                      | cap.                                                                   |
| 4-6-2005                                                               | Kiev                                                                   | Ucraina                                                                | 2 – 0                                                                  | Kazakistan                                                             | Qual. Mondiali 2006                                                    | -                                                                      |                                                                        |
| 8-6-2005                                                               | Il Pireo                                                               | Grecia                                                                 | 0 – 1                                                                  | Ucraina                                                                | Qual. Mondiali 2006                                                    | -                                                                      |                                                                        |
| 15-8-2005                                                              | Kiev                                                                   | Ucraina                                                                | 0 – 0 dts (3 – 5 dtr)                                                  | Israele                                                                | Lobanovsky International Tournament 2005                               | -                                                                      | cap.                                                                   |
| 3-9-2005                                                               | Tbilisi                                                                | Georgia                                                                | 1 – 1                                                                  | Ucraina                                                                | Qual. Mondiali 2006                                                    | -1                                                                     |                                                                        |
| 7-9-2005                                                               | Kiev                                                                   | Ucraina                                                                | 0 – 1                                                                  | Turchia                                                                | Qual. Mondiali 2006                                                    | -1                                                                     | cap.                                                                   |
| 8-10-2005                                                              | Dnipropetrovs'k                                                        | Ucraina                                                                | 2 – 2                                                                  | Albania                                                                | Qual. Mondiali 2006                                                    | -2                                                                     |                                                                        |
| 28-5-2006                                                              | Kiev                                                                   | Ucraina                                                                | 4 – 0                                                                  | Costa Rica                                                             | Amichevole                                                             | -                                                                      | cap. 46’                                                               |
| 2-6-2006                                                               | Losanna                                                                | Italia                                                                 | 0 – 0                                                                  | Ucraina                                                                | Amichevole                                                             | -                                                                      | cap.                                                                   |
| 5-6-2006                                                               | Gossau                                                                 | Libia                                                                  | 0 – 3                                                                  | Ucraina                                                                | Amichevole                                                             | -                                                                      | cap. 46’                                                               |
| 8-6-2006                                                               | Lussemburgo                                                            | Lussemburgo                                                            | 0 – 3                                                                  | Ucraina                                                                | Amichevole                                                             | -                                                                      | cap.                                                                   |
| 14-6-2006                                                              | Lipsia                                                                 | Spagna                                                                 | 4 – 0                                                                  | Ucraina                                                                | Mondiali 2006 - 1º turno                                               | -4                                                                     |                                                                        |
| 19-6-2006                                                              | Amburgo                                                                | Arabia Saudita                                                         | 0 – 4                                                                  | Ucraina                                                                | Mondiali 2006 - 1º turno                                               | -                                                                      |                                                                        |
| 23-6-2006                                                              | Berlino                                                                | Ucraina                                                                | 1 – 0                                                                  | Tunisia                                                                | Mondiali 2006 - 1º turno                                               | -                                                                      |                                                                        |
| 26-6-2006                                                              | Colonia                                                                | Svizzera                                                               | 0 – 0 dts (0 – 3 dtr)                                                  | Ucraina                                                                | Mondiali 2006 - Ottavi di finale                                       | -                                                                      |                                                                        |
| 30-6-2006                                                              | Amburgo                                                                | Italia                                                                 | 3 – 0                                                                  | Ucraina                                                                | Mondiali 2006 - Quarti di finale                                       | -3                                                                     |                                                                        |
| 6-9-2006                                                               | Kiev                                                                   | Ucraina                                                                | 3 – 2                                                                  | Georgia                                                                | Qual. Euro 2008                                                        | -2                                                                     |                                                                        |
| 7-10-2006                                                              | Roma                                                                   | Italia                                                                 | 2 – 0                                                                  | Ucraina                                                                | Qual. Euro 2008                                                        | -2                                                                     | cap.                                                                   |
| 11-10-2006                                                             | Kiev                                                                   | Ucraina                                                                | 2 – 0                                                                  | Scozia                                                                 | Qual. Euro 2008                                                        | -                                                                      |                                                                        |
| 24-3-2007                                                              | Toftir                                                                 | Fær Øer                                                                | 0 – 2                                                                  | Ucraina                                                                | Qual. Euro 2008                                                        | -                                                                      | cap.                                                                   |
| 28-3-2007                                                              | Odessa                                                                 | Ucraina                                                                | 1 – 0                                                                  | Lituania                                                               | Qual. Euro 2008                                                        | -                                                                      |                                                                        |
| 2-6-2007                                                               | Saint-Denis                                                            | Francia                                                                | 2 – 0                                                                  | Ucraina                                                                | Qual. Euro 2008                                                        | -2                                                                     | cap.                                                                   |
| 8-9-2007                                                               | Tbilisi                                                                | Georgia                                                                | 1 – 1                                                                  | Ucraina                                                                | Qual. Euro 2008                                                        | -1                                                                     |                                                                        |
| 12-9-2007                                                              | Kiev                                                                   | Ucraina                                                                | 1 – 2                                                                  | Italia                                                                 | Qual. Euro 2008                                                        | -2                                                                     |                                                                        |
| 13-10-2007                                                             | Glasgow                                                                | Scozia                                                                 | 3 – 1                                                                  | Ucraina                                                                | Qual. Euro 2008                                                        | -3                                                                     |                                                                        |
| 17-11-2007                                                             | Kaunas                                                                 | Lituania                                                               | 2 – 0                                                                  | Ucraina                                                                | Qual. Euro 2008                                                        | -1                                                                     | 44’                                                                    |
| 6-2-2008                                                               | Strovolos                                                              | Cipro                                                                  | 1 – 1                                                                  | Ucraina                                                                | Amichevole                                                             | -1                                                                     |                                                                        |
| 10-2-2009                                                              | Limassol                                                               | Slovacchia                                                             | 2 – 3                                                                  | Ucraina                                                                | Cyprus International Tournament 2009                                   | -2                                                                     | cap.                                                                   |
| 12-8-2009                                                              | Kiev                                                                   | Ucraina                                                                | 0 – 3                                                                  | Turchia                                                                | Amichevole                                                             | -3                                                                     |                                                                        |
| 8-2-2011                                                               | Paralimni                                                              | Romania                                                                | 2 – 2 dts (2 – 4 dtr)                                                  | Ucraina                                                                | Cyprus International Tournament 2011                                   | -                                                                      | 90+3’                                                                  |
| 9-2-2011                                                               | Strovolos                                                              | Svezia                                                                 | 1 – 1 dts (4 – 5 dtr)                                                  | Ucraina                                                                | Cyprus International Tournament 2011                                   | -1                                                                     | cap.                                                                   |
| 29-3-2011                                                              | Kiev                                                                   | Ucraina                                                                | 0 – 2                                                                  | Italia                                                                 | Amichevole                                                             | -2                                                                     |                                                                        |
| 2-9-2011                                                               | Charkiv                                                                | Ucraina                                                                | 2 – 3                                                                  | Uruguay                                                                | Amichevole                                                             | -3                                                                     |                                                                        |
| 7-10-2011                                                              | Kiev                                                                   | Ucraina                                                                | 3 – 0                                                                  | Bulgaria                                                               | Amichevole                                                             | -                                                                      |                                                                        |
| 29-2-2012                                                              | Petah Tiqwa                                                            | Israele                                                                | 2 – 3                                                                  | Ucraina                                                                | Amichevole                                                             | -                                                                      | 46’                                                                    |
| Totale                                                                 |                                                                        | Presenze (7º posto)                                                    | 92                                                                     |                                                                        | Reti                                                                   | -76                                                                    |                                                                        |

### Statistiche da allenatore
Statistiche aggiornate al 24 maggio 2025. In grassetto le competizioni vinte.
| Stagione        | Squadra         | Campionato      | Campionato | Campionato | Campionato | Campionato | Coppe nazionali | Coppe nazionali | Coppe nazionali | Coppe nazionali | Coppe nazionali | Coppe continentali | Coppe continentali | Coppe continentali | Coppe continentali | Coppe continentali | Altre coppe | Altre coppe | Altre coppe | Altre coppe | Altre coppe | Totale | Totale | Totale | Totale | % Vittorie | Piazzamento |
| Stagione        | Squadra         | Comp            | G          | V          | N          | P          | Comp            | G               | V               | N               | P               | Comp               | G                  | V                  | N                  | P                  | Comp        | G           | V           | N           | P           | G      | V      | N      | P      | %          | Piazzamento |
| --------------- | --------------- | --------------- | ---------- | ---------- | ---------- | ---------- | --------------- | --------------- | --------------- | --------------- | --------------- | ------------------ | ------------------ | ------------------ | ------------------ | ------------------ | ----------- | ----------- | ----------- | ----------- | ----------- | ------ | ------ | ------ | ------ | ---------- | ----------- |
| nov. 2023-2024  | Dinamo Kiev     | PL              | 20         | 17         | 2          | 1          | KU              | -               | -               | -               | -               | UECL               | -                  | -                  | -                  | -                  | -           | -           | -           | -           | -           | 20     | 17     | 2      | 1      | 85,00      | Sub., 2°    |
| 2024-2025       | Dinamo Kiev     | PL              | 30         | 20         | 10         | 0          | KU              | 4               | 3               | 1               | 0               | UCL+UEL            | 6+8                | 3+1                | 2+1                | 1+6                | -           | -           | -           | -           | -           | 48     | 27     | 14     | 7      | 56,25      | 1º          |
| Totale carriera | Totale carriera | Totale carriera | 50         | 37         | 12         | 1          |                 | 4               | 3               | 1               | 0               |                    | 14                 | 4                  | 3                  | 7                  |             | -           | -           | -           | -           | 68     | 44     | 16     | 8      | 64,71      |             |

## Palmarès

### Giocatore

#### Competizioni nazionali
- Campionato ucraino: 14

Dinamo Kiev: 1993-1994, 1994-1995, 1995-1996, 1996-1997, 1997-1998, 1998-1999, 1999-2000, 2000-2001, 2002-2003, 2003-2004, 2006-2007, 2008-2009, 2014-2015, 2015-2016
- Coppa d'Ucraina: 10

Dinamo Kiev: 1995-1996, 1997-1998, 1998-1999, 1999-2000, 2002-2003, 2004-2005, 2005-2006, 2006-2007, 2013-2014, 2014-2015
- Supercoppa d'Ucraina: 6

Dinamo Kiev: 2004, 2006, 2007, 2009, 2011, 2016

### Allenatore

#### Competizioni nazionali
- Campionato ucraino: 1

Dinamo Kiev: 2024-2025